# Болтинов, Александр Степанович
Александр Степанович Болтинов (12 марта 1917, Екатеринослав — сентябрь 1993, Москва) — советский архитектор. Заслуженный архитектор РСФСР (1977).

## Биография
Александр Степанович Болтинов родился 12 марта 1917 года в Днепропетровске. В 1935 году поступил на архитектурный факультет Ленинградского института инженеров коммунального строительства, который с отличием окончил в 1941 году.
В июне 1941 году ушёл добровольцем на фронт. В боях под Старой Руссой был тяжело ранен в обе руки и ногу. Попав в таком состоянии в немецкий плен из-за отсутствия необходимой медицинской помощи лишился правой руки.
После освобождения вернулся в Ленинград. Некоторое время работал преподавателем рисунка и начертательной геометрии, затем поступил в аспирантуру при Академии архитектуры СССР. Вскоре полностью овладел левой рукой. Учился у М. П. Парусникова, С. Х. Сатунца, Е. Л. Иохелеса. Получал стипендию имени академика архитектуры Г. П. Гольца.
В 1949 году окончил аспирантуру. Работал архитектором в Академии архитектуры, затем в мастерской внешнего оформления. С 1954 года работал в Моспроекте.
Проектировал конечные троллейбусные остановки на ВДНХ, типовые павильоны бытового обслуживания, благоустройство территории Подольского механического завода, летний кинотеатр в Измайловском парке, Зелёный театр в ЦПКиО имени Горького (совместно с Ю. Н. Шевердяевым и И. К. Рыбченко), педагогический институт имени Потёмкина, кинотеатр «Правда» на Люсиновской улице (совместно с Е. А. Алексеевой), кинотеатр «Одесса» (совместно с Л. И. Кирильцевой), застройку кварталов и жилые дома в Тушине, Щукине и Зюзине, планировки районов Зюзино, Волхонка-ЗИЛ, Люсиновской и Большой Тульской улиц. Одной из крупнейших его работ была гостиница «Интурист», проект которой он выполнил совместно с архитекторами В. Л. Воскресенским и Ю. Н. Шевердяевым.
В 1970—1975 годах — руководитель мастерской Моспроект-3. Под его руководством проектировались плодоовощная база в промзоне «Коломенское», корпус агрохимической лаборатории в Немчиновке, клуб в Перове, различные общественные здания.
Член Союза архитекторов СССР с 1949 года. Член КПСС с 1962 года. Участник XIII и XIV конференций Союза архитекторов СССР. В 1975—1986 годах — первый заместитель председателя Московского отделения Союза архитекторов. С 1986 года — заместитель председателя правления Московского отделения Союза архитекторов. Был пропагандистом, читал лекции.
Увлекался игрой в шахматы, завоёвывал звание чемпиона института Моспроект. Мастер рисунка и акварели. Работал в жанре архитектурного пейзажа. Автор множества пейзажей Ленинграда. Неоднократно принимал участие в выставках.
Умер в сентябре 1993 года.

## Награды и звания
- Заслуженный архитектор РСФСР (1977)[2][4]
- Орден Отечественной войны I степени (1985)[7]